# Alfio Peraboni
Alfio Peraboni (ur. 8 maja 1954 w Monzy, zm. 11 stycznia 2011 tamże) – włoski żeglarz sportowy. Dwukrotny medalista olimpijski.
Brał udział w trzech igrzyskach (IO 80, IO 84, IO 88), na dwóch zdobywał medale. Startował w klasie Star. W 1980 i 1984 zajmował trzecie miejsce, w 1988 był piąty. Podczas wszystkich trzech startów partnerował mu Giorgio Gorla. W 1980 wspólnie zdobyli brąz, a w 1984 złoto mistrzostw świata w klasie Star.